# Amblyseiulella thoi
Amblyseiulella thoi är en spindeldjursart som beskrevs av Ehara 2002. Amblyseiulella thoi ingår i släktet Amblyseiulella och familjen Phytoseiidae. Inga underarter finns listade i Catalogue of Life.